# Romeinse villa Simpelveld-De Molt
De Romeinse villa Simpelveld-De Molt, ook wel villa Simpelveld-Remigiusstraat of villa Simpelveld-Stampstraat genoemd, is een terrein met de resten van een Romeinse villa in de gemeente Simpelveld in de Nederlandse provincie Limburg. De villa was van het type villa rustica en behoort tot de vele tientallen Romeinse villacomplexen die op de Zuid-Limburgse lössgronden (deels) zijn opgegraven.

## Ligging
In het dorp Simpelveld zijn op drie plekken resten van Romeinse gebouwen van steen gevonden: bovenaan De Molt, beneden aan De Molt (Stampstraat), en, iets oostelijker, aan de Sint Remigiusstraat. Aanvankelijk gingen archeologen ervan uit dat het om drie verschillende villa’s ging. Vergelijkend onderzoek naar villa's in de regio heeft echter uitgewezen dat het bebouwde erf van een villacomplex, bestaande uit hoofdgebouw, schuren en andere bijgebouwen, gemiddeld 250 x 150 meter mat. De drie opgravingen in Simpelveld vallen binnen deze grenzen en hebben dus samen één villacomplex gevormd – villa De Molt - waarvan het hoofdgebouw het hoogst op de heuvel lag (tussen de Romeinenstraat en De Molt) en de bijgebouwen lager op het terrein stonden. Vanuit het hoofdgebouw van de villa keek men uit op het dal van de Eyserbeek.
Simpelveld lag vlak bij de Romeinse weg van Heerlen (Coriovallum) naar Aken (Aquis Granum). Iets verder weg, zo'n 5 à 6 kilometer noordelijker, liep de Via Belgica, de belangrijke heirweg van Tongeren (Atuatuca Tungrorum) via Maastricht (Mosa Trajectum) en Heerlen naar Keulen (Colonia Claudia Ara Agrippinensium). Ten noorden van de villa in Simpelveld lagen drie villa's dichter bij de Via Belgica: de Romeinse villa Ubachsberg, de Romeinse villa Welterhof en de Romeinse villa Bovenste Caumer. Ten oosten bevond zich de Romeinse villa knooppunt Bocholtz en in het zuidoosten lagen de villa's Bocholtz-Vlengendaal en Bocholtz-Dellender. In Baneheide lag waarschijnlijk in de Romeinse tijd een inheemse nederzetting, bestaande uit houtbouw- en vakwerkboerderijen.

## Geschiedenis
Naar aanleiding van de vondst van de sarcofaag van Simpelveld in 1930, ging men in de nabijheid van de vindplaats aan de Stampstraat op zoek naar de bijbehorende villa. Daarbij ging men ervan uit dat Romeinse graven op het platteland meestal in de buurt van het huis van de overledene liggen. In 1937 vond men hier, iets ten westen van de vindplaats van de sarcofaag, de eerste sporen (dakpanfragmenten) van een villa, die in 1938 werd opgegraven onder leiding van de archeoloog W.C. Braat van het Rijksmuseum van Oudheden in Leiden. Een gedeelte van het terrein aan de Remigiusstraat werd pas in 1947 opgegraven, nadat de nieuwe eigenaar daartoe toestemming had verleend. Dit deel werd omstreeks 1980 geheel vernietigd bij de bouw van enkele huizen.
In 1989 werd bekend dat er nieuwe huizen gebouwd zouden worden op het terrein De Molt ten noorden van de Stampstraat, de plek waar het hoofdgebouw van de Romeinse villa lag. Dit deel was door Braat slechts ten dele opgegraven. Voordat de bouw van start ging, onderzochten leden van Heemkundevereniging "De Bongard" in samenwerking met de provinciaal archeoloog H. Stoepker de villa opnieuw in juli 1989. Een deel van het terrein werd door de Rijksdienst voor het Oudheidkundig Bodemonderzoek zelf onderzocht. Men vond onder andere twee kelders waarvan de muren goed bewaard waren gebleven en die vol lagen met Romeins puin, waaronder scherven van allerlei soorten aardewerk, glas en spijkers. Door de heropgraving van het hoofdgebouw werd veel aanvullende informatie over de villa verkregen. Eind 1989 besloot de gemeenteraad van Simpelveld unaniem tot aankoop van de kavel met het hoofdgebouw aan De Molt over te gaan. De heemkundevereniging probeerde daarna tevergeefs financiële middelen bijeen te krijgen om de restanten geheel of gedeeltelijk te kunnen overkappen.

## Beschrijving

### Hoofdgebouw
Het hoofdgebouw van de villa lag op een helling en mat 36 x 16 meter, waarmee dit een villa van gemiddelde afmetingen bleek. Opvallend is dat de villa geen hoektorens had en dat een zuilengalerij ontbrak. De villa had twee kelders, die in drie fasen gebouwd waren en in goede staat bewaard waren gebleven. De grootste kelderruimte mat 8,2 m x 3,2 m en was 1,7 m hoog. De muren van de kelders waren opgetrokken van mergelblokken, onderbroken door drie banden van gebakken tegels, waarin een vijftal nissen waren uitgespaard. Verder is een stenen keldertrap bewaard gebleven. Tussen de losse vondsten van aardewerk, glas, vensterglas, muurankers en spijkers, werden een complete amfoor en enkele fragmenten van terra sigillata met naamstempels ontdekt: URBANUSF en RUCCATANUS. Ook zijn er restanten van muurschilderingen gevonden.

### Bijgebouwen
In de buurt van het hoofdgebouw – ter hoogte van de Remigiusstraat - werden in 1938 resten van een ander stenen gebouw gevonden, dat informeel de "kleine villa van Braat" ging heten, naar de Leidse archeoloog die de opgraving leidde. De plattegrond van dit inmiddels vernietigde gebouw (ca. 27 x 10 m) liet diverse vertrekken zien. Aan de voorkant hebben waarschijnlijk zes zuilen gestaan, wat zou kunnen duiden op een representatieve functie.
Op de derde locatie (Stampstraat) zijn resten van een muur en een stuk vloerverwarming (hypocaustum) gevonden, te weinig om een samenhangende plattegrond te kunnen vormen.